# 那坡腺萼木
那坡腺萼木（学名：Mycetia anlongensis var. multiciliata）为茜草科腺萼木属下的一个变种。

## 扩展阅读
- 維基物種上的相關：那坡腺萼木